# Els Plantadets
Els Plantadets és un Paratge Natural Municipal de Xixona (Alacantí) que comprèn en una àrea de 254,026 ha d'extensió.
Declarat per Acord del Consell de la Generalitat Valenciana, car reunix valors ecològics, paisatgístics, de patrimoni cultural, científics i recreatius que justifiquen la seua protecció.

## Geomorfologia
Des del punt de vista geomorfològic, la zona pertany a la unitat del Prebètic meridional, caracteritzada per l'alternança de serres i valls sobre materials carbonatats, de direcció predominantment NE-SO, característica de la serralada Bètica. Els materials predominants corresponen al terciari, destaca la presència de margues del miocè blanques i blaves en fàcies tap amb intercalacions de materials detrítics, fonamentalment arenoses, que ocupen la major part del sector central; mentre que en el sector oriental de l'espai, coincidint amb la zona de major altitud, afloren materials calcaris.

## Vegetació
La vegetació existent en l'àmbit del paratge és molt homogènia en tota la seua extensió, predominant les pinedes denses de pi blanc (Pinus halepensis), que, encara que procedixen de repoblació, es troben molt naturalitzats. Es troben també bosquets dispersos de carrasca (Quercus rotundifolia) i algun peu dispers de roure valencià (Quercus faginea).
L'estrat arbustiu de la pineda el formen espècies pròpies de la garriga termòfila mediterrània, com el coscoll (Quercus coccifera), el càdec (Juniperus oxycedrus), la savina negra (Juniperus phoenicea), el llentiscle (Pistacia lentiscus), l'arçot (Rhamnus lycioides), l'aladern (Rhamnus alaternus), el margalló (Chamaerops humilis) i l'arrià (Osyris quadripartita).
L'estrat subarbustiu el formen espècies de lleguminoses, cistàcies i labiades aromàtiques corresponents a l'etapa de regressió de la sèrie de l'alzina, com la gatosa (Ulex parviflorus), el bruc d'hivern (Erica multiflora), el timó (Thymus vulgaris), la sàlvia (Salvia lavandulifolia), la cua de gat (Sideritis incana), l'estepa blanca (Cistus albidus), el romer mascle (Cistus clussi) i l'estepa negra (Cistus monspeliensis). Poden trobar-se també espècies com l'esparreguera (Asparagus albidus; A. horridus), l'albó (Asphodelus aestivus) i la trompera fràgil (Ephedra fragilis).
En les zones més ombrívoles poden trobar-se lianes com l'arítjol (Smilax aspera), la rogeta (Rubia peregrina), el lligabosc mediterrani (Lonicera implexa), els albarzers (Rubus ulmifolius) i la vidiella (Clematis flammula), juntament amb l'heura (Hedera helix).

## Fauna
Quant a la fauna, es constata la presència de mamífers com la rabosa (Vulpes vulpes), el teixó, (Meles meles), la geneta (Genetta genetta), el porc senglar (Sus scrofa), el conill (Oryctolagus cunniculus) i, encara que menys freqüent, la llebre ibèrica (Lepus granatensis). D'un temps ençà s'ha constatat la presència a la zona de l'arruí (Ammotragus lervia), ungulat procedent del nord d'Àfrica i que va ser introduït en la península amb fins cinegètics. Quant a l'herpetofauna, cal citar la presència del gripau comú (Bufo bufo), del gripau corredor (Bufo calamita), la sargantana cuallarga (Psammodromus algirus), la sargantana cendrosa (Psammodromus hispanicus), i el fardatxo (Lacerta lepida). Entre els ofidis, cal constatar la presència de la colobra bastarda (Malpolon monspessulanus), la serp de ferradura (Coluber hippocrepis) i l'escurçó ibèric (Vipera latasti).
L'ornitofauna és la pròpia de les masses de pineda, amb espècies com el tudó (Columba palumbus), la tórtora comuna (Streptopelia turtur), el picot verd (Picus viridis), el papamosques gris (Muscicapa striata), la senyoreta (Aeghitalos caudatus), la mallerenga petita (Parus ater), el capellanet (Parus cristatus), el formiguer (Jynx torquilla), el raspidell comú (Certhia brachydactyla), el rossinyol (Luscinia megarhynchos) o el pardal xarrec (Paser montanus). L'esparver (Accipiter nisus), el gamarús (Strix aluco), el xot (Otus scops) i el duc (Bubo bubo) són espècies que poden també trobar-se a la zona i que en alguns casos poden establir-hi nidificació. En les zones més obertes de la pineda pot trobar-se espècies com el xoriguer gros (Falco tinnuculus), la cogullada (Galerida cristata), el capsot botxí (Lanius excubitor), el capsot comú (Lanius senator), el còlit ros (Oenanthe hispanica), el bitxac comú (Saxicola torquata) i l'abellerol (Merops apiaster).

## Paisatge
Paisatgísticament, la zona alberga un gran interès en l'àmbit local, ja que constituïx una extensa taca verda en un entorn àrid, com és el paisatge de la part baixa del terme de Xixona, en les zones de la conca baixa del riu Montnegre a la costa. A això, cal afegir que les panoràmiques des de la part alta del paratge són de gran interès, comprenen gran part de les formacions muntanyoses del nord d'Alacant, com Aitana, Puig Campana, Serrella, Menejador, etc.